# Susanne Koster
Susanne Koster (Scheveningen, 23 november 1957) is een Nederlandse schrijfster van jeugdliteratuur.

## Biografie
Koster begon al op jonge leeftijd met schrijven. In 1992 stuurde ze een manuscript naar diverse uitgeverijen. Uitgeverij Sjaloom reageerde positief, maar raadde Koster wel aan een literaire workshop te volgen. Kort hierop werd haar eerste verhaal gepubliceerd in een debutantenbundel. In 1995 volgde haar eerste jeugdroman Zwarte lieveling.
Naast haar werk als auteur heeft Koster lange tijd als stagecoördinator bij de Hogeschool van Amsterdam gewerkt. Sinds enkele jaren is zij echter fulltime schrijfster.

### Realistische romans
- 2024 To the Moon (Uitgeverij Clavis)
- 2023 Willewete+ Dansen (Uitgeverij Clavis)
- 2020 Alles voor jou (Uitgeverij Clavis)
- 2018 De Oneindigheidstrilogie 3 - Een gedroomd einde (Uitgeverij Clavis)
- 2018 De Oneindigheidstrilogie 2 - Achtergelaten (heruitgave, Uitgeverij Clavis)
- 2017 De Oneindigheidstrilogie 1 - Zwarte lieveling (heruitgave, Uitgeverij Clavis)
- 2016 Lege kamers (Uitgeverij Clavis)
- 2011 Achtergelaten (Uitgeverij Holland)
- 2000 Macho's en mietjes  (Uitgeverij Sjaloom)
- 1996 Dertien (Uitgeverij Sjaloom)
- 1995 Zwarte lieveling (Uitgeverij Sjaloom)

### Psychologische thrillers
- 2015 Voor altijd (Uitgeverij aQuazz)
- 2014 De trap naar de hemel (Heruitgave, Uitgeverij aQuazz)
- 2010 Slaap lekker (Uitgeverij Sjaloom)
- 2006 Een bed van rozen  (Uitgeverij Sjaloom)
- 2004 De trap naar de hemel  (Uitgeverij Sjaloom, vertaald in het Duits als Flammenkuss)

### Vertaling
- 2008 Flammenkuss (De trap naar de hemel) (Arena Verlag GmbH)

- Gemeinsame Normdatei: 136899307
- International Standard Name Identifier: 0000 0003 6871 2904
- Nederlandse Thesaurus van Auteursnamen: 142246069
- Virtual International Authority File: 281031428